# Emil Sturm
Emil Sturm (* 11. Mai 1910 in Wien; † 20. September 1991) war ein österreichischer evangelisch-lutherischer Theologe. Er war von 1966 bis 1980 Superintendent der Evangelischen Superintendentur A. B. Salzburg und Tirol.

## Leben
Emil Sturm besuchte in Wien eine Realschule. Er studierte zunächst Maschinenbau an der Technischen Hochschule Wien und legte 1933 die Lehramtsprüfung für die Mathematik und Darstellende Geometrie ab. Danach begann er das Studium der Evangelischen Theologie an der Universität Wien. 1934 wurde Sturm als Religionslehrer geprüft. Er unterrichtete einige Jahre lang Religion sowie Mathematik und Darstellende Geometrie an der Maturaschule Dr. Roland. 1938 legte er das Examen pro candidatura ab und arbeitete anschließend in der Privatwirtschaft. Emil Sturm war verheiratet. Das dritte Kind aus dieser Ehe, der 1942 geborene Herwig Sturm, war später Bischof der Evangelischen Kirche A. B. in Österreich. Emil Sturm nahm von 1943 bis 1945 am Zweiten Weltkrieg teil und geriet für kurze Zeit in Kriegsgefangenschaft. Im Herbst 1945 schloss er sein Vikariat in Linz ab und legte das Examen pro ministerio ab. 1946 wurde er ordiniert. Er kam 1948 nach Salzburg, um dort als Pfarrer an der Christuskirche zu arbeiten.
Als 1966 die Evangelische Superintendentur A. B. Salzburg und Tirol gegründet wurde, wurde Sturm zum ersten Superintendenten gewählt. Bischof Gerhard May führte ihn am 27. März 1966 ins neue Amt ein. Im Rahmen dieser Amtseinführung bat der römisch-katholische Erzbischof Andreas Rohracher offiziell um Vergebung für die Vertreibung der Salzburger Exulanten. Emil Sturm ging mit 1. Jänner 1980 in Pension. Sein Nachfolger im Amt des Superintendenten war Wolfgang Schmidt.

## Auszeichnungen und Ehrungen
- Silbernes Ehrenzeichen für Verdienste um die Republik Österreich (1956)
- Goldenes Verdienstzeichen des Landes Salzburg (1974)
- Großes Goldenes Ehrenzeichen für Verdienste um die Republik Österreich (1975)